# Central de la Colònia Fàbregues
La Central de la Colònia Fàbregues és una obra de Campelles (Ripollès) protegida com a Bé Cultural d'Interès Local.

## Descripció
Restes de l'antiga colònia Fàbregues. El conjunt el formaven l'edifici fabril i un grup d'habitatges. Tot plegat va ser arrasat per un incendi l'any 1979, fet que va provocar l'abandó de l'activitat.
Del conjunt original només resten el salt i el canal d'aigua que l'abastia